# Apiomorpha densispinosa
Apiomorpha densispinosa är en insektsart som beskrevs av Penny J. Gullan 1984. Apiomorpha densispinosa ingår i släktet Apiomorpha och familjen filtsköldlöss. Inga underarter finns listade i Catalogue of Life.